# Maplewood (Minnesota)
Maplewood ist eine Stadt im US-Bundesstaat Minnesota. Sie ist im Ramsey County nördlich und östlich von Saint Paul gelegen und hatte bei der Volkszählung 2020 des US Census Bureau 42.088 Einwohner.

## Geografie
Maplewood liegt in der Metropolregion Minneapolis–Saint Paul und teilt sich rund 19 Kilometer Stadtgrenze mit Saint Paul. Durch diese Einteilung entstand ein schmaler rechteckiger Abschnitt im Süden sowie ein nördlicher Teil. Nach Angaben des United States Census Bureau beträgt die Fläche der Stadt 46,6 Quadratkilometer, davon sind 1,7 Quadratkilometer Wasserflächen.

## Geschichte
Als eigenständiger Ort entstand Maplewood erst am 27. Februar 1957 mit der Gründung eines Village. Der südliche Abschnitt des Ortes war aus Gebieten des ehemaligen McLean-Townships, der nördliche Teil aus dem New Canada Township gebildet worden. Zu dieser Zeit hatte Maplewood rund 14.200 Einwohner. In den 1970er Jahren erhielt es die Stadtrechte.

### Bevölkerungsentwicklung
| 1970   | 1980   | 1990   | 2000   | 2010   | 2020   |
| ------ | ------ | ------ | ------ | ------ | ------ |
| 25.186 | 26.990 | 30.954 | 34.947 | 38.018 | 42.088 |

## Demografie
Nach den Angaben der Volkszählung 2000 leben in Maplewood 34.947 Menschen in 13.758 Haushalten und 9.190 Familien. Ethnisch betrachtet setzt sich die Bevölkerung aus 88,7 Prozent weißer Bevölkerung, 4,5 Prozent asiatischen Amerikanern, 3,5 Prozent Afroamerikanern sowie anderen kleineren oder mehreren Gruppen zusammen. 2,2 Prozent der Einwohner zählen sich zu den Hispanics.
In 31,6 % der 13.758 Haushalte leben Kinder unter 18 Jahren, in 52,8 % leben verheiratete Ehepaare, in 10,5 % leben weibliche Singles und 33,2 % sind keine familiären Haushalte. 27,0 % aller Haushalte bestehen ausschließlich aus einer einzelnen Person und in 11,1 % leben Alleinstehende über 65 Jahre. Die durchschnittliche Haushaltsgröße liegt bei 2,48 Personen, die von Familien bei 3,04.
Auf die gesamte Stadt bezogen setzt sich die Bevölkerung zusammen aus 24,7 % Einwohnern unter 18 Jahren, 7,7 % zwischen 18 und 24 Jahren, 30,0 % zwischen 25 und 44 Jahren, 22,6 % zwischen 45 und 64 Jahren und 15,0 % über 65 Jahren. Der Median beträgt 38 Jahre. Etwa 53,2 % der Bevölkerung ist weiblich.
Der Median des Einkommens eines Haushaltes beträgt 51.596 USD, der einer Familie 63.049 USD. Das Pro-Kopf-Einkommen liegt bei 24.387 USD. Etwa 4,8 % der Bevölkerung und 3,0 % der Familien leben unterhalb der Armutsgrenze.

## Wirtschaft
In Maplewood befinden sich der Hauptsitz und Campus des Technologiekonzerns 3M. Dieser beschäftigt dort rund 12.000 Arbeitnehmer und ist mit Abstand größter Arbeitgeber in der Stadt. Größere Wirtschaftsbetriebe sind außerdem das in den 1970er Jahren eröffnete Einkaufszentrum Maplewood Mall und das  St. John's Hospital. In Maplewood sind rund 29.000 Menschen beschäftigt.

## Verkehr
Wichtige Verkehrsstraßen durch Maplewood sind der U.S. Highway 61 sowie die Interstate-Highways 35E, 94 und 694. Die nächstgelegenen Flughäfen sind der St. Paul Downtown Airport in St. Paul und der Minneapolis-Saint Paul International Airport.

## Söhne und Töchter der Stadt
- George Joseph Donnelly (1889–1950), römisch-katholischer Geistlicher, Bischof von Leavenworth
- Amy Peterson (* 1971), Shorttrackerin
- Hannah Brandt (* 1993), Eishockeyspielerin